# Mechanitis ballucatus
Mechanitis ballucatus är en fjärilsart som beskrevs av Fox 1967. Mechanitis ballucatus ingår i släktet Mechanitis och familjen praktfjärilar. Inga underarter finns listade i Catalogue of Life.